# سوات مامات
سوات إسماعيل مامات (بالتركية: Suat Mamat)‏، من مواليد 8 نوفمبر 1930، وتوفي بتاريخ 3 فبراير 2016، وهو لاعب كرة قدم تركي سابق، وكان يلعب مركز مهاجم، ولعب في 3 أندية، ومنها تشايكور ريزه سبور.